# 盧植
盧植（2世紀？—192年），字子幹，涿郡涿县（今河北省涿州市）人，東漢末年政治家、軍事家、經學家，著有《尚書章句》、《三禮解詁》等今皆失佚。華北名將公孫瓚，以及後來的蜀漢昭烈帝劉備皆盧植之門下弟子。

## 生平
盧植年輕時與鄭玄師從馬融，通古今學，為當時大儒。馬融是明德皇后的親戚，家中富裕，馬融平素驕貴，講課時，有美女在堂前輕歌曼舞；盧植始終專心聽講，數年如一日，從不斜視偷看，因此得到了馬融敬重。學成後回家閉門教授。

建寧元年（168年）時，大將軍竇武因為擁立靈帝而被封侯，身為布衣的盧植，上書規勸竇武辭讓其封爵，但竇武沒有接受。

### 早年仕途
早年盧植被州郡接連辟命都不接受，在建寧中才徵為博士，開始其仕途。熹平四年（175年）因九江有蠻族作亂而獲選任九江太守，並令蠻族歸順，後因病離職。

這段時間盧植專心著作《尚書章句》、《三禮解詁》，期間也有上書朝廷提出對經學的見解。應是這時教導劉備和公孫瓚，地點在河南尹緱氏縣山。

及後南夷反叛，朝廷因盧植在九江對蠻族有恩信而任命他為廬江太守，任內盧植務求境內和平，宣揚重大義理而已。盧植在上任廬江太守後一年多就受徵為議郎，並與蔡邕、馬日磾等在東觀補續《漢記》和校對宮中《五經》記傳。後轉侍中，遷尚書。

光和元年（178年），發生日蝕，盧植因此上書漢靈帝批評時弊，但漢靈帝沒有理會。

### 黃巾之亂
中平元年（184年），黃巾之亂爆發，四府共推盧植平亂，遂受命拜北中郎將、持節，率北軍討伐黃巾領袖張角。盧植屢敗張角，逼張角退到廣宗(今河北省邢台市威縣東)；接著盧植圍困廣宗並修建雲梯預備攻城，攻滅張角。但當時靈帝遣宦官小黃門左豐到前線看作戰情況，有人勸盧植賄賂左豐，但盧植不肯，遂令左豐向靈帝報告：「廣宗的黃巾賊很易消滅，但盧中郎沒有進攻，在等上天誅罰他們。」誣陷盧植作戰不力。靈帝信以為真並大怒，用囚車押回盧植，得免不死，並改派東中郎將董卓接手進攻，但董卓卻在下曲陽(今河北省石家莊市晉州市西)兵敗。同年因皇甫嵩上書申訴而得復任尚書。

### 董卓入京
中平六年（189年），漢靈帝駕崩，劉辯即位，大將軍何進決意要誅殺宦官，並召當時任并州牧的董卓進京以威嚇反對此舉的何太后。盧植知董卓凶悍難以控制，極力勸止何進但失敗。隨後何進事敗，司隸校尉袁紹仍誅宦官，張讓、段珪等挾劉辯及陳留王劉協出走至小平津(今河南省洛陽市孟津縣東)被盧植所率部眾追上，張讓等人投河而死，劉辯還宮。而董卓進京後果然乘亂專權，並召集百官議論廢立。當時百官無人敢言，只有盧植敢出言反對，卻令董卓大怒，更意圖殺害盧植，只因蔡邕、議郎彭伯營救才得免官了事。

### 後事
隨後盧植以老病為由求歸鄉，但怕會遭董卓毒手，於是取轘轅小道離開，當時董卓果然派人追殺，但追到懷縣趕不上才放棄。盧植於是隱居在上谷郡軍都山，不與人交際。袁绍辟为军师。初平三年（192年）去世。盧植在死前向其子表示要節葬，不用棺槨，只用一塊布帛包裹遺體。

## 性格特徵
盧植身長八尺二寸(约1米9左右)，聲如洪鐘。
盧植治學著重思考而不在剖析文句，亦不好辭賦。為人剛毅有節操，懷濟世之志。
盧植飲酒一石而不醉。

## 評論
- 《後漢書》：「風霜以別草木之性，危目而見貞良之節，則盧公之心可知矣。夫蠡蠆起懷，雷霆駭耳，雖賁、育、荊、諸之倫，未有未冘豫奪常者也。當植抽白刃嚴閤之下，追帝河津之閒，排戈刃，赴戕折，豈先計哉？君子之於忠義，造次必於是，顛沛必於是也。」
- 曹操：「故北中郎將盧植，名著海內，學為儒宗，士之楷模，國之楨干也。昔武王入殷，封商容之閭；鄭喪子產，仲尼隕涕。孤到此州，嘉其餘風。春秋之義，賢者之後，宜有殊禮。亟遣丞掾除其墳墓，存其子孫，並致薄醊，以彰厥德。」
- 议郎彭伯：「卢尚书海内大儒，人之望也。今先害之，天下震怖。」

## 後代

### 子女
卢植共有四子。其中两个在本州死于战乱。
- 幼子盧毓，仕魏至侍中、吏部尚書。

### 孫
- 盧欽，西晉官至尚書僕射。
- 盧珽，曹魏泰山太守。
- 盧氏，盧毓女，嫁華表子華廙。盧毓典選舉事，因避嫌而不舉華廙，令華廙三十五歲仍未能任官。
- 卢毓死于战乱的兄长亦有子，为卢毓所养，事迹不详。

### 曾孫
- 盧藩，盧毓死後嗣侯。
- 盧浮，盧欽子。
- 盧皓，盧珽子，西晉尚書。
- 盧志，盧珽子，西晉尚書。

### 玄孫
- 盧諶，盧志子，晉懷帝被擄後投奔劉琨，後投靠段末波。晉元帝曾多次徵命但都不能到任，最終死在北方。

## 藝術形象
- 《三國演義》，楊兆泉飾
- 在遊戲《三國殺》中為群勢力角色，並且有一女兒名盧弈。盧弈天資聰穎、擅長博弈，但體弱多病，與司馬懿以血為棋舊傷復發而死。

## 延伸阅读
[在维基数据编辑]
 《後漢書·卷64》，出自范晔《後漢書》